# Milayda Enríquez
Milayda Enríquez Parrado (L'Avana, 7 ottobre 1969) è un'ex cestista cubana.

## Carriera
Con Cuba ha disputato tre edizioni dei Giochi olimpici (Barcellona 1992, Atlanta 1996, Sydney 2000), tre dei Campionati mondiali (1994, 1998, 2002) e due dei Campionati americani (1993, 2001).